# Skeppsdalsström
Skeppsdalsström is een plaats in de gemeente Värmdö in het landschap Uppland en de provincie Stockholms län in Zweden. De plaats heeft 1475 inwoners (2005) en een oppervlakte van 281 hectare.